# Lhakpa Tenzing Sherpa

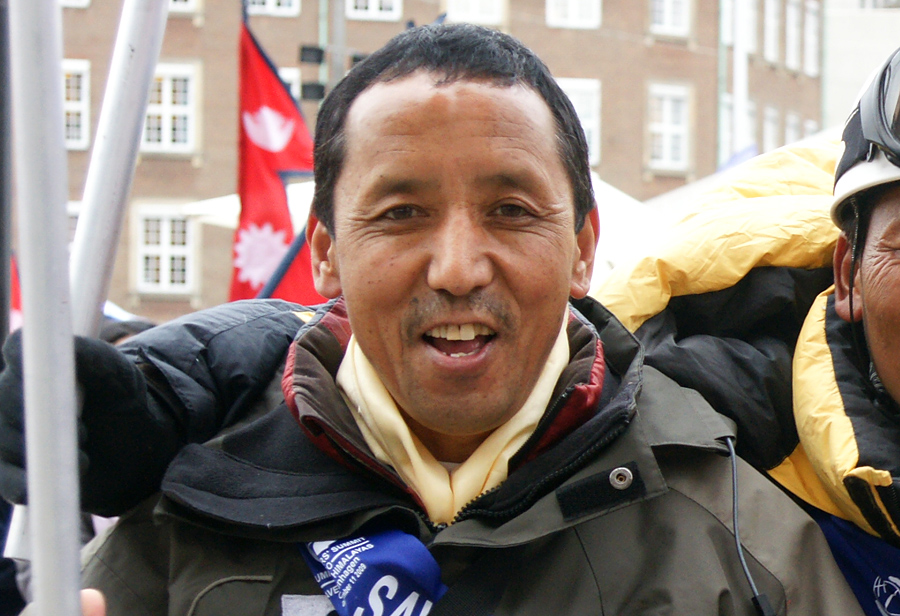
Apa Sherpa (Lhakpa Tenzing Sherpa)

Lhakpa Tenzing Sherpa mer känd som Apa Sherpa är en Nepalesisk bergsbestigare född 1960 eller 1962. Tenzing har bestigit Mount Everest 21 gånger.

## Bestigningar
10 maj 1990, Mount Everest. Bärare åt Rob Halls expedition.
8 maj 1991, Mount Everest
12 maj 1992, Mount Everest
8 oktober 1992, Mount Everest
10 maj 1993, Mount Everest
10 oktober 1994, Mount Everest
15 maj 1995, Mount Everest
26 april 1997, Mount Everest
20 maj 1998, Mount Everest
26 maj 1999, Mount Everest
24 maj 2000, Mount Everest
16 maj 2002, Mount Everest
26 maj 2003, Mount Everest
17 maj 2004, Mount Everest
31 maj 2005, Mount Everest
19 maj 2006, Mount Everest
16 maj 2007, Mount Everest
22 maj 2008, Mount Everest
21 maj 2009, Mount Everest
22 maj 2010, Mount Everest
11 maj 2011, Mount Everest
I och med bestigningen den 22 maj 2010 nådde Apa Sherpa Everests topp för tjugonde gången och slog sitt eget rekord i antal lyckade uppstigningar.
Och med bestigningen 2011 nådde Apa toppen for 21. gången.